# Кулгунай
Кулгунай (ранее называлось Хулгунуй) — исчезнувшее село в Зиминском районе Иркутской области, входившее в состав Покровского сельского поселения.

## История
Упоминается ещё в 1878 году как Хулгунуйская заимка, входившая в состав Зиминского общества с центром в селе Зима (ныне — город Зима). Заимка (выселка) Кулугнай упоминается в книге Владимира Обручева «Мои путешествия по Сибири». По его словам «этот выселок стоял на окраине тайги и состоял из нескольких изб, в которых можно было поселиться». Согласно переписи 1926 года, насчитывалось 19 хозяйств, проживало 94 человека (46 мужчин и 47 женщин). На 1939 год входит в состав Покровского сельсовета Зиминского района.